# Podział administracyjny Kościoła katolickiego w Bośni i Hercegowinie
     archidiecezja sarajewska
     diecezja Banja Luki
     diecezja mostarsko-duvnijska
     diecezja trebinjsko-mrkanska

Podział administracyjny Kościoła katolickiego w Bośni i Hercegownie:
archidiecezja sarajewska
diecezja Banja Luki
diecezja mostarsko-duvnijska
diecezja trebinjsko-mrkanska

Podział administracyjny Kościoła katolickiego w Bośni i Hercegowinie – obecnie na terenie Bośni i Herecegowiny istnieje jedna metropolia w skład których wchodzi: 1 archidiecezja i 3 diecezje.
- Metropolia sarajewska (wielkobośniacka)[1]
  - Archidiecezja sarajewska
  - Diecezja Banja Luki
  - Diecezja mostarsko-duvnijska
  - Diecezja trebinjsko-mrkanska[2]
- Ordynariat Polowy Bośni i Hercegowiny